# Шехтер, Даниил Абрамович
Даниил Абрамович Шехтер (идиш דניאל שעכטער‎ — Дони́эл Ше́хтер, рум. Daniel Şehter — Дание́л Ше́хтер; 6 января 1904, Гура Рошие, Аккерманский уезд, Бессарабская губерния — 3 июня 1991, Москва) — молдавский советский писатель. Писал на молдавском (румынском) и еврейском (идиш) языках.

## Биография
Родился в бессарабском селе Гура Рошие у Днестровского лимана (ныне — Казацкое Белгород-Днестровского района Одесской области Украины). Начальное образование получил в хедере. После смерти родителей, Абрама и Шейвы Шехтер, в возрасте 13 лет вместе с двумя старшими сёстрами переехал в Галац, где начал работать в типографии и продолжал заниматься самообразованием. Участвовал в подпольном революционном движении Румынии и Бессарабии, в Татарбунарском восстании, был арестован за распространение нелегальной литературы и заключён в тюрьму Дофтана; в 1929 году находился в заключении в Кишинёве. В годы Великой Отечественной войны — на фронте, инвалид войны. В 1944 году участвовал в восстановлении 1-й Образцовой типографии в Москве, в следующем году переведён в Кишинёв, где работал на Полиграфкомбинате. В 1955—1986 годах — сотрудник издательства «Картя молдовеняскэ», затем «Литература артистикэ».
Публиковаться начал в довоенной Бессарабии на румынском языке. Первый сборник рассказов «Мэртурие» (Свидетельство) вышел в 1963 году, затем опубликовал ещё 6 книг на молдавском языке. Ряд произведений переведён на русский язык. В начале 1980-х годов начал публиковаться на идише в московском журнале «Советиш геймланд», в том числе была опубликована повесть «История Джулио Сэмо» (1989), «Новые рассказы» (1991), «„Незнакомка“ и другие рассказы», критические заметки. Последние произведения были опубликованы посмертно в нью-йоркской газете на идише «Форвертс» (2013, подготовка текста Мойше Лемстера).
Переводил с молдавского на русский язык, в частности пьесы Рахмила Портного.
Член Союза журналистов и Союза писателей Молдавской ССР (1976).

## Произведения

### На молдавском языке
- Мэртурие (Свидетельство, очерки и рассказы). Кишинёв: Картя Молдовеняскэ, 1963.
- Локул и колоанэ (Место в строю). Кишинёв: Картя Молдовеняскэ, 1966.
- Меседжер ал револуцией (Посланец революции). Кишинёв: Картя Молдовеняскэ, 1968.
- Ынтылнирь (Встречи, рассказы). Кишинёв: Картя Молдовеняскэ, 1970.
- Повестирь (Рассказы). Кишинёв: Картя Молдовеняскэ, 1974.
- Паший (Шаги, рассказы). Иллюстрации Эдуарда Майденберга. Кишинёв: Литература артистикэ, 1980.
- Scrum fierbinte: Evocări, schiţe, povestiri. Кишинёв: Литература артистикэ, 1990.

### В переводе на русский язык
- Шабская легенда (рассказы). Кишинёв: Картя Молдовеняскэ, 1971.
- Горячий пепел (рассказы и очерки). Пер. С. И. Молдован и др. Кишинёв: Литература Артистикэ, 1978 и 1990.
- Под созвездием Стрельца (рассказы, двуязычное издание). Художник Эдуард Майденберг. Предисловие А. Козмеску. Пер. С. И. Молдован и др. Кишинёв: Литература Артистикэ, 1984.